# Excorallana stebbingi
Excorallana stebbingi är en kräftdjursart som beskrevs av Lemos de Castro och Lima 1976. Excorallana stebbingi ingår i släktet Excorallana och familjen Corallanidae. Inga underarter finns listade i Catalogue of Life.